# Новоленинградская защита

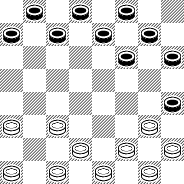

Новоленинградская защита — дебют в русских шашках. Табия дебюта возникает после ходов 1.cd4 fg5 2.bc3 gh4 3.сb4 gf6 4.dc5. b:d4. 5.е:с5  Возможны иные размены с переходом на варианты других дебютов. При 4.bс5 d:b4 5.а:с5 создаются коловые построения, а на 4.bа5 можно 4...bс5 5. d:b6 а:c5, приводя к дебюту «Косяк».
Далее, с возможными перестановками ходов, следует  
5... hg7. 6. ba5 d:b4. 7. a:c3.
Основная позиция дебюта. Характерны две системы развития чёрных: I.7...fe5 и
II.7...аb6.
В отличие от «Ленинградской» и «Киевской» защит, чёрные развивают только шашки левого фланга, не делая в начальной стадии игры ни одного хода на правом. Разница в два темпа по сравнению с «Ленинградской защитой» делает принципиально различной стратегию чёрных в этих началах. Если основная идея в «Ленинградской защите» — игра на окружение центра белых, то в «Новоленинградской защите» чёрные сами успешно вступают в борьбу за овладение центром.
Дебют разработан ленинградскими мастерами — В. А. Соковым, Л. М. Раммом, Д. П. Коршуновым и др. и начиная с 1938 года прочно вошёл в турнирную практику.